# النوبة (إب)

تعديل مصدري - تعديل

النوبة هي إحدى قرى عزلة ريمان بمديرية إب التابعة لمحافظة إب، بلغ تعداد سكانها 586 نسمة حسب تعداد اليمن لعام 2004.